# Heliconius charithonia

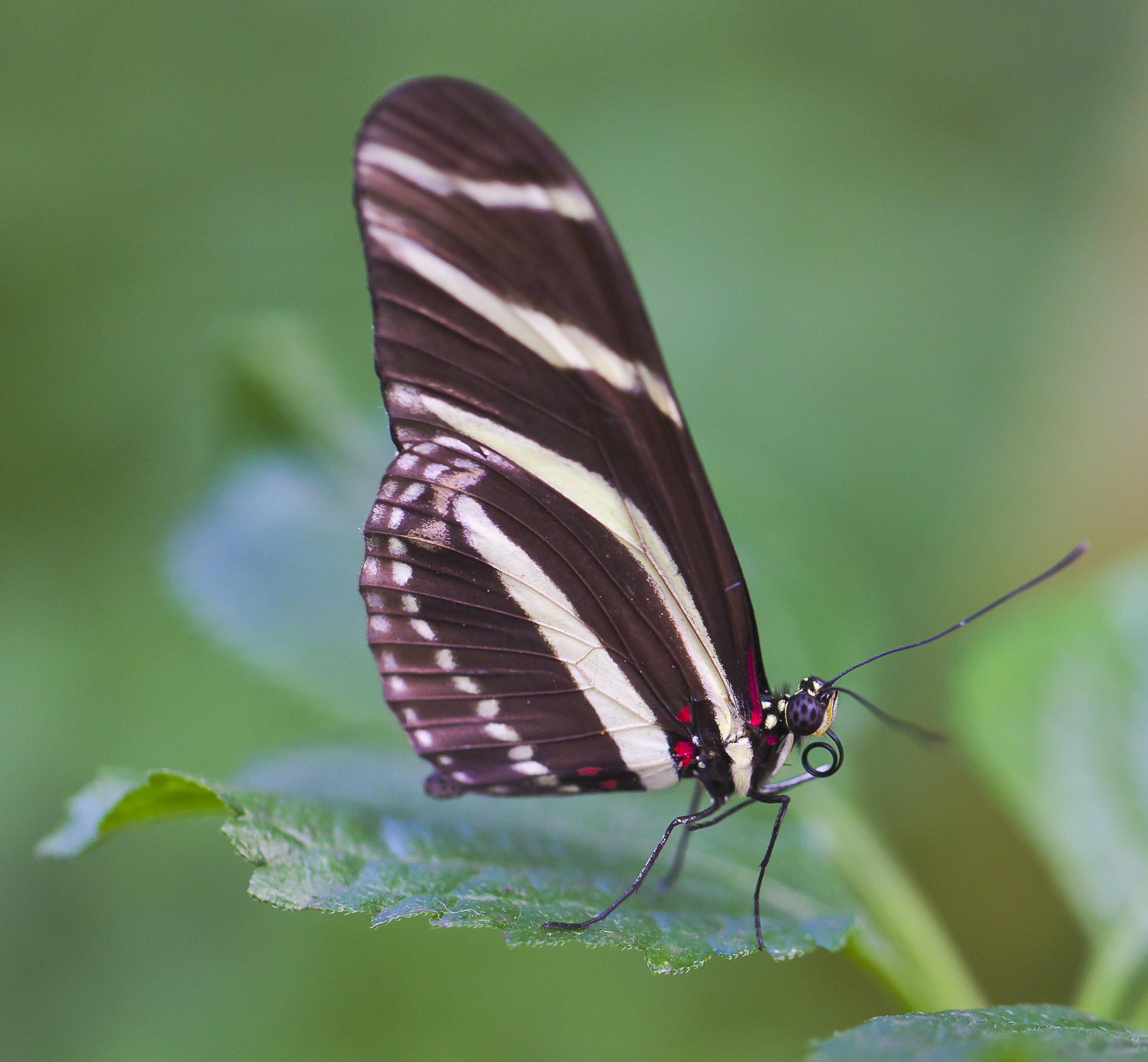
Vista lateral.

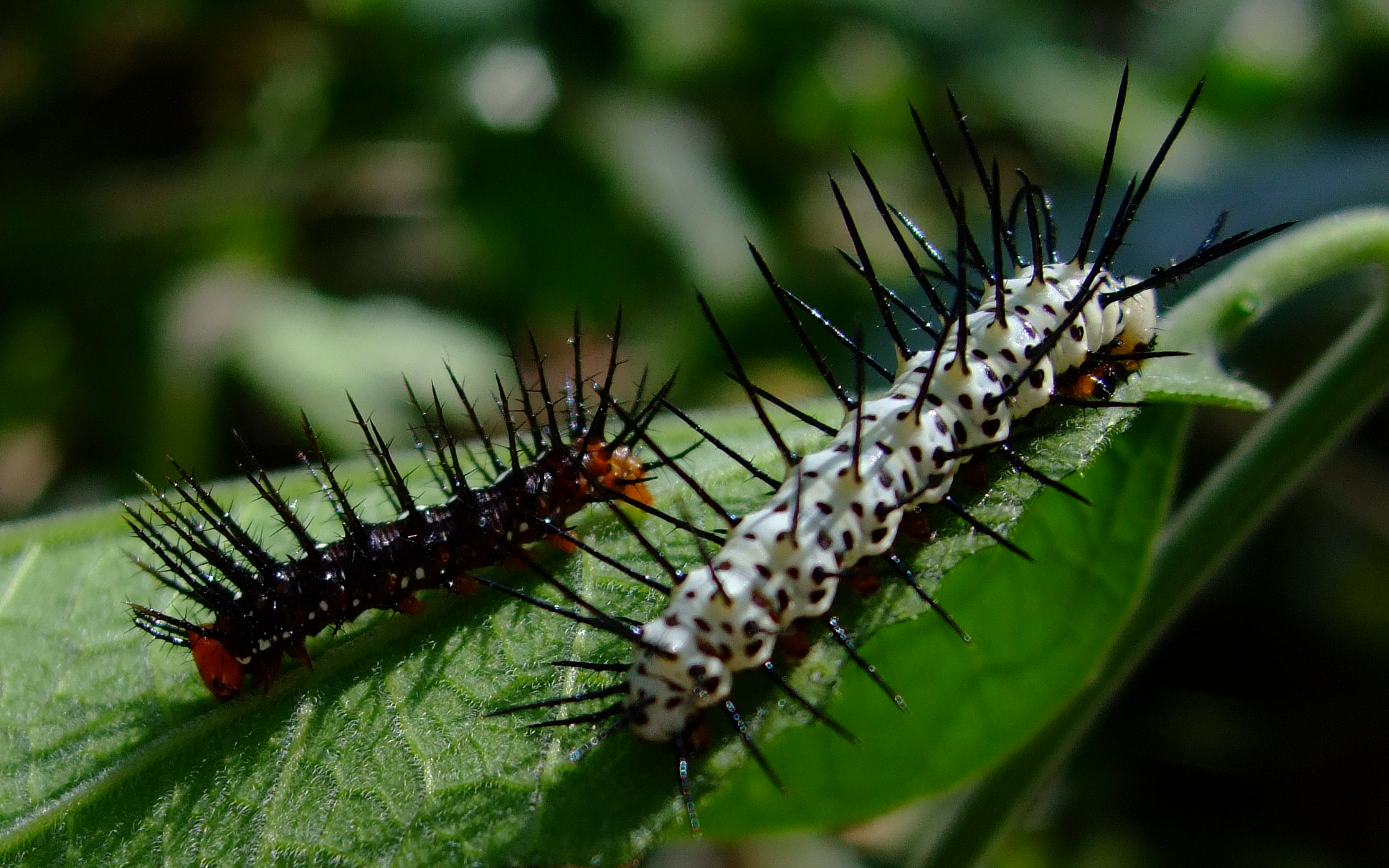
Orugas

La mariposa cebra (Heliconius charithonia)  es una especie de mariposa perteneciente a la familia Nymphalidae. Fue declarada la mariposa oficial del estado de Florida en 1996.

## Descripción
La oruga es blanca con manchas negras y numerosas espinas negras a lo largo del cuerpo. El adulto es de tamaño mediano con largas alas. La superficie dorsal de las alas es negra con bandas angostas blancas y amarillas, el diseño ventral es similar pero más claro con manchas rojas. La envergadura es de 72 a 100 mm.

## Ciclo de vida
La oruga se alimenta de Passiflora lutea, Passiflora suberosa, Passiflora biflora, Tetrastylis lobata y menos en Passiflora adenopoda. Los adultos, son inusuales entre las mariposas, ya que se alimentan de polen, así como también liban el néctar. Esta capacidad contribuye a su longevidad de 3 meses en un adulto. Debido a su larga vida útil y a su actividad durante todo el día, es una especie popular entre las mariposas. Otra característica inusual es que los adultos se posan en grupos de hasta 70 y vuelven a la misma percha cada noche.

## Distribución
Se distribuye por América y el Caribe. En América del Norte la mariposa se encuentra en la parte sur de los Estados Unidos, incluyendo Florida, Georgia, Virginia, Carolina del Norte y Carolina del Sur. En América del Sur,Central y el Caribe se ha registrado en México, Costa Rica, Panamá, Colombia, Ecuador, Venezuela y República Dominicana.

### Migración
Aunque en cierta medida H. charithonia es sedentaria, los adultos se mueven entre diferentes territorios. Las mariposas de origen mexicano emigran hacia el norte hasta Texas, siguiendo los cambios de temperatura. La lluvia no parece afectar a este comportamiento. La fecha de llegada y la duración de la estadía depende de la distancia recorrida. Las que viajan más lejos tienen una estadía más corta.

## Subespecies
- Heliconius charithonia charithonia (Linnaeus, 1767)
- Heliconius charithonia peruviana Felder
- Heliconius charithonia punctata Hall
- Heliconius charithonia simulator Rober
- Heliconius charithonia tuckeri (Comstock & Brown, 1950)
- Heliconius charithonia vasquezae (Comstock & Brown, 1950)